# Mateus (Portugal)
Mateus es una freguesia portuguesa del concelho de Vila Real, con 4,14 km² de superficie y 3.400 habitantes (2011). Su densidad de población es de 614,7 hab/km².